# Llanos
Pour les articles homonymes, voir Llanos (homonymie).
Localisation
Les Llanos [ljanos] se réfèrent à la vaste plaine herbeuse qui s'étend au Nord-Ouest de l'Amérique du Sud, entre la Colombie et le Venezuela. Le terme vient de l'espagnol « llanos » (« plaines ») et désigne la formation végétale particulière de type savane de cette région géographique. Situés entre les Andes et la mer des Caraïbes le long du bassin de l'Orénoque, les Llanos forment une écorégion terrestre qui appartient au biome des prairies, savanes et brousses tropicales et subtropicales de l'écozone néotropicale.
La région possède de grandes surfaces de marécages et de savanes, permettant notamment l'élevage bovin. Ils sont aussi le lieu d'agriculture intensive.
Il s'y est développé plus récemment une importante industrie pétrolière dans les zones d’Arauca et Casanare en Colombie, et Anzoátegui, Apure et Monagas au Venezuela.
Les habitants de la région des Llanos ont la réputation d'être hospitaliers et aussi d'être d'excellents cavaliers.

## Écosystème
Le niveau de l'eau varie beaucoup durant l'année transformant de grandes étendues en un lac couvert de plantes où broutent les capybaras et où on rencontre l'anaconda.
Le delta de l'Orénoque est plus particulièrement le lieu spécifique d'un écosystème particulier créé par des vers géants et nommé les surales.

## Culture
Les Llaneros, de même que les Pamperos argentins, sont souvent représentés comme les cow-boys de l'Amérique du Sud.
Il existe une culture et un folklore spécifique aux Llanos, notamment au niveau de la musique et du chant (canto llanero). Le rythme principal s'appelle le joropo. Son origine est disputée entre la Colombie et le Venezuela.

## Découpage administratif

### Au Venezuela
Sur le territoire vénézuélien, les Llanos recouvrent tout ou partie de 7 des 24 États fédéraux. Ils concentrent 14 % des habitants du pays. Ils se subdivisent en trois régions :
- Llanos occidentaux : ils recouvrent les trois États Apure, Barinas et Portuguesa. Ils sont considérés comme les véritables Llanos vénézuéliens.
  - Principales villes de l'État d’Apure :
    - San Fernando de Apure, capitale de l’État avec 132 000 habitants (recensement 2001) ;
    - Elorza, capitale de la municipalité de Rómulo Gallegos, avec environ 22 000 habitants ;
    - Guasdualito, avec 88 598 habitants en 2001 ;
    - Ciudad Sucre, inaugurée pendant la présidence de Rafael Caldera, avec environ 10 000 habitants.

  - Principales villes de l'État de Barinas:
    - Barinas capitale de l'État, avec 263 272 habitants (recensement 2001).

  - Principales villes de l'État de Portuguesa :
    - Guanare capitale de l'État, avec 157 470 habitants (2001).
    - Acarigua - Araure, conurbation de plus de 460 000 habitants en 2001.
- Llanos centraux : ils empiètent sur les deux États de Guárico et Cojedes, au centre du pays.
  - Principales villes de l'État de Guárico
    - San Juan de Los Morros capitale de l'État, avec 93 406 habitants en 2001.
    - Calabozo, avec 124 559 habitants en 2001
    - Valle de la Pascua, avec 92 812 habitants en 2001.
    - Altagracia de Orituco, avec 45 729 habitants en 2001.
    - Zaraza avec 54 168 habitants en 2001.

  - Villes principales de l'État de Cojedes :
    - San Carlos, capitale de l'État, avec 83 957 habitants (recensement 2001).
    - Tinaquillo, avec 73 584 habitants en 2001.
- Llanos orientaux : ils occupent une bonne partie des deux États d'Anzoátegui et de Monagas.
  - Villes principales de l'État d’Anzoátegui:
    - Barcelona capitale de l'État, avec 359 984 habitants en 2001 ; forme une conurbation avec Puerto La Cruz, Lechería, et Guanta, qui contenait au total plus de 800 000 habitants en 2001. Bien que située près de la côte caraïbe, cette agglomération reste proche des Llanos.
    - El Tigre, avec 147 800 habitants.
    - Anaco, avec 101 172 habitants en 2001.
    - San José de Guanipa, avec 64 016 habitants en 2001.
    - Cantaura, avec 59 189 habitants en 2001.

  - Villes principales de l'État de Monagas :
    - Maturín capitale de l'État, avec 404 649 habitants en 2001.
    - Punta de Mata, avec 52 122 habitants en 2001.
    - Temblador capitale de la municipalité de Libertador, avec 37 804 habitants en 2001.

### En Colombie

Carte de la Colombie ; en vert foncé, l’Amazonique, et en vert clair l’Orénoquie.

Sur le territoire colombien, les Llanos englobent les départements de Arauca, Casanare, Vichada, Guainía, Meta, Vaupés et Guaviare et une partie de Caqueta.
Ce territoire correspond à la région Orénoquie et une partie de la région Amazonique.
Les villes principales colombiennes des Llanos sont :
- Villavicencio, capitale du département du Meta, avec 380 000 habitants environ en 2005 ;
- Puerto López, important port sur le río Meta ;
- Arauca, capitale du département homonyme ;
- Tame, deuxième ville du département de l’Arauca ;
- Saravena, important centre pétrolier de l’Arauca ;
- Yopal, capitale du département du Casanare ;
- Puerto Carreñoé, capitale du département du Vichada ;
- Inírida, capitale du département de la Guainía ;
- Mitú, capitale du département de Vaupés ;
- San José del Guaviare, capitale du département de Guaviare.

## Infrastructures
- Le pont José-Antonio-Páez réunit les villes d’El Amparo au Venezuela et d’Arauca en Colombie. C'est une des infrastructures les plus importantes de la région.
- La route de la Forêt (Carretera marginal de la selva) est en cours de construction par tronçons. C'est un projet international qui vise à intégrer la région des Llanos avec la région amazonienne des pays andins.